# Llaueta del Canemàs
La llaueta del Canemàs és una petita llau del terme de Conca de Dalt, al Pallars Jussà, dins del seu antic terme de Toralla i Serradell, a l'àmbit del poble de Toralla.
Es forma a llevant de la partida de la Via i dels llocs de la Cometa i les Planasses. Des d'aquest lloc baixa cap al nord-est, pels vessant septentrionals de la Serra de Ramonic. Travessa les Escauberes fins que ateny lo Seixet, on gira cap a llevant, fins que, a migdia d'Esplanellars, s'aboca en la llau de la Llacuna.